# Anabasis elatior
Anabasis elatior là loài thực vật có hoa thuộc họ Dền. Loài này được (C.A.Mey.) Schischk. mô tả khoa học đầu tiên năm 1930.